# 菊田洋之
菊田 洋之（きくた ひろゆき、1968年5月2日 - ）は、日本の漫画家。千葉県出身（北海道生まれ）。血液型はO型。専修大学出身。
1991年、「熱血!貫とシンペイ」でデビュー。
1997年、「ガンバ!Fly high」で第43回小学館漫画賞少年部門受賞。

## 作品
- オッス!少林寺（『週刊少年サンデー』1992年43号 - 1994年17号、全7巻）
- ガンバ!Fly high（原作：森末慎二、『週刊少年サンデー』1994年25号 - 2000年45号、全34巻＋外伝1巻）
- HORIZON（『週刊少年サンデー』2001年20号 - 2002年33号、全7巻）
- モンガの大地（原作協力：小森陽一、『小学四年生』2002年12月号 - 2005年3月号→『小学五年生』2005年4月号 - 2005年6月号、全3巻）
- 愛犬しつけ教室 プラスわんっ! （『ビッグコミックオリジナル増刊』2007年1月12日号 - 2009年7月12日号、既刊2巻）
- クルーズ -医師山田公平航海誌- （原作：矢島正雄、『ビッグコミック』2008年5月10日号 - 2008年12月25日号→『ビッグコミック増刊』2009年4月17日号 - 2009年8月17日号、全2巻）
- らせんの迷宮-遺伝子捜査- （原作：夏緑、『ビッグコミック増刊』2012年6月17日号 - 2015年10月17日号、全2巻）
- THE SHOWMAN（監修：内村航平、『週刊少年サンデーS』2018年2月号 - 2020年5月号、『サンデーうぇぶり』でも同時掲載、全5巻）
- ポケモンをつくった男 田尻智（解説：宮本茂/まんが：田中顕、小学館版 学習まんが人物館、2018年） - 構成担当。

## アシスタント
- 谷古宇剛
- 倉薗紀彦（『HORIZON』1話から最終回まで約1年半）[1]